# Сандер де Грааф
Сандер де Грааф (13 червня 1995 , Maded ) — нідерландський веслувальник, срібний призер Олімпійських ігор 2024 року, чемпіон Європи, призер чемпіонатів світу та Європи.

## Виступи на Олімпіадах
| Олімпіада  | Дисципліна | Місце |
| ---------- | ---------- | ----- |
| Токіо 2020 | четвірки   | 6     |
| Париж 2024 | вісімки    | 2     |

## Зовнішні посилання
- Сандер де Грааф на сайті FISA.